# Paradox Live
〈Paradox Live〉(패러독스 라이브)는 에이벡스와 GCREST에 의한 힙합 미디어 믹스 프로젝트.

## 줄거리
근미래, 포화상태가 된 힙합 컬처에서 새로운 무브먼트 "환영(幻影)라이브"가 탄생.
래퍼들은 "팬트 메탈"이라고 불리는 금속을 포함한 악세사리로 자신의 DNA와 화학반응 시킴으로서 감정과 링크된 환영을 만들어 내고, 화려한 무대로 젊은이들을 황홀하게 했다.
그러나 그 이면에서 부작용으로써 "트라우마의 환상 그림자"에 괴로워하는 모습이 있었다.
그런 가운데, 각각의 뮤지션들에서 절대적인 인기를 자랑하는 4개의 팀 「BAE」,「The Cat's Whiskers」,「cozmez」,「悪漢奴等（나쁜놈들)」이
전설의 클럽 "CLUB paradox"에서 수수께끼의 대회 「Paradox Live」의 출전 통보가 왔다.
자신들의 음악이 No.1이라는 것을 증명하기 위해 배틀 참가를 결정한 14인.
빛과 어둠이 교차하며 열광이 소용돌이치는 환영 스테이지 배틀이 지금 막을 연다.